# Kostel Navštívení Panny Marie (Červený Potok)
Kostel Navštívení Panny Marie je římskokatolický, orientovaný filiální kostel v Červeném Potoku. Patří do farnosti Králíky. Je chráněn od 8. května 1964 jako kulturní památka České republiky. Je situován uprostřed vesnice při silnici II/312.

## Historie
Původně renesanční kostel založený současně se vznikem osady po roce 1568 byl barokně přestavěn po požáru v roce 1787. Krov presbytáře pochází z doby kolem roku 1700.

## Architektura
Jednolodní, podélná, orientovaná stavba se západní hranolovitou věží a půlkruhovým presbytářem. Loď je obdélná, dělená klenebními pásy na 4 pole valené klenby s lunetami. V západní části je dřevěná kruchta nesená dvěma sloupy. Vítězný oblouk je půlkruhový, presbytář má valenou klenbu s lunetami a konchou. V ose presbytáře je přistavěna čtvercová sakristie sklenutá českou plackou. Podvěží je obdélné, zaklenuté příčně valenou klenbou s lunetami.

## Bohoslužby
Pravidelné bohoslužby se v kostele nekonají.